# Marcus Goldman
Marcus Goldman (ur. 9 grudnia 1821 w Trappstadt, zm. 20 lipca 1904) – amerykański bankier, biznesmen i finansista pochodzenia żydowskiego. Założyciel Goldman Sachs.

## Życiorys
Urodził się w Trappstadt, w Bawarii, w rodzinie Żydów aszkenazyjskich jako syn Elli i Wolfa Goldmannów.
W 1848 wyemigrował z Frankfurtu nad Menem do Stanów Zjednoczonych podczas pierwszej wielkiej fali imigracji żydowskiej do Ameryki, wynikającej z rewolucji 1848 w krajach niemieckich. Po przybyciu do Ameryki pracował jako handlarz, a później jako sklepikarz w Filadelfii.
W 1869 wraz z żoną i pięciorgiem dzieci przeniósł się do Nowego Jorku, zakładając firmę brokerską Marcus Goldman & Co.
Najmłodsza córka Goldmana, Louisa, wyszła za mąż za Samuela Sachsa, syna bliskich przyjaciół. Jego najstarszy syn, Juliusz Goldman, ożenił się z Sarah Adler, córką Samuela Adlera.
W 1882 Goldman przyjął zięcia Samuela do spółki i zmienił nazwę przedsiębiorstwa na M. Goldman i Sachs. Biznes rozkwitł, a nowa firma szybko osiągnęła obroty 30 mln dolarów, a jej kapitał wynosił 100 tys. dolarów (równowartość 2,4 mln USD w 2012). W 1885 Goldman przyjął do spółki swego syna Henry'ego i wnuka, wtedy firma przyjęła obecną nazwę Goldman Sachs & Co. W 1896 firma dołączyła do New York Stock Exchange.
Przechodząc na emeryturę, Goldman pozostawił firmę w rękach syna Henry'ego Goldmana i zięcia Samuela Sachsa. W 1904 dwóch z synów Sachsa, Artur i Paul, dołączyli do firmy zaraz po ukończeniu studiów na Uniwersytecie Harvarda.